# بهار داوری
بهار داوری، دین‌پژوه ایرانی-آمریکایی و استاد الهیات و مطالعات دینی در دانشگاه سن دیگو است. او به دلیل کارش در زمینه مطالعات تطبیقی دین و مطالعات اسلامی شناخته شده است.

## پژوهش‌ها
علایق داوری به‌طور گسترده متمرکز بر دین‌پژوهی تطبیقی با تمرکز بر مطالعات اسلامی است. اولین تک‌نگاری داوری، زنان و قرآن: مطالعه‌ای در هرمنوتیک اسلامی (لویستون، نیویورک : انتشارات ادوین ملن، ۲۰۰۹) است که برندهٔ جایزه آدل ملن شد و به بررسی تکوین، تداوم و تغییر در بازنمایی زنان در قرآن با تمرکز بر هویت‌های پویای متن می‌پردازد. نوشته‌های بعدی داوری بر تحول اندیشه‌های فمینیستی مسلمانان تمرکز دارد، به‌ویژه که با مسائل شرق‌شناسی، استعمار، نوشرق‌شناسی و پدرسالاری درگیر است. او چندین مقاله در مجلات و دانشنامه‌های دانشگاهی منتشر کرده و بیش از ۱۰۰ سخنرانی در سطح محلی، ملی و بین‌المللی ارائه داده است. از سال ۲۰۰۵، عضو هیئت علمی دانشگاه سن‌دیگو بوده است. قبل از آن استاد کالج‌های هوبارت و ویلیام اسمیت در شمال ایالت نیویورک بود.